# Alpes de Alta Provenza
Alpes de Alta Provenza (04; en francés Alpes-de-Haute-Provence, en occitano Aups d'Auta Provença) es un departamento francés situado en la región de Provenza-Alpes-Costa Azul. Inicialmente se pensó denominarlo Norte de Provenza o Alta Provenza, aunque finalmente, y hasta el 13 de abril de 1970, se llamó Bajos Alpes (Basses-Alpes). El gentilicio francés sigue siendo Bas-Alpins.

## Geografía
Este departamento tiene un área de 6.925 km², que en términos de extensión es similar a la mitad de Montenegro. Limita al norte con Altos Alpes, al este con la región italiana de Piamonte y el departamento de Alpes Marítimos, al sur con Var, al oeste con Vaucluse y al noroeste con Drôme. Su punto más elevado es el Pic de Chambeyron, con 3.412 m s. n. m., y el menos elevado la desembocadura del Durance, a 250 m s. n. m. Su carretera más elevada es Cîme de la Bonnette (2.826 m), a su vez la más elevada de Francia, en el límite con Alpes Marítimos. Otras cimas son Brec de Chambeyron (3.389 m), Bric de Rubren (3.340 m), Péouvou (3.233 m), Brec de l'Homme (3.209 m), Pointe haute de Mary (3.206 m).

### Hidrografía
Los principales cursos de agua de Alpes de Alta Provenza son el Durance, el Verdon, el Bléone, el Ubaye, el Var, el Buëch, el Jabron y el Largue.

## Administración
Alpes de Alta Provenza es administrado por el Consejo departamental compuesto de 30 consejeros (2 por cantón) elegidos por seis años. El departamento es parte de la región Provenza-Alpes-Costa Azul.

## Demografía
| 1801    | 1831    | 1841    | 1851    | 1856    | 1861    | 1866    |         |
| ------- | ------- | ------- | ------- | ------- | ------- | ------- | ------- |
| 133.966 | 155.896 | 156.055 | 152.070 | 149.670 | 146.368 | 143.000 |         |
| 1872    | 1876    | 1881    | 1886    | 1891    | 1896    | 1901    |         |
| 139.332 | 136.166 | 131.918 | 129.494 | 124.285 | 118.142 | 115.021 |         |
| 1906    | 1911    | 1921    | 1926    | 1931    | 1936    | 1946    |         |
| 113.126 | 107.232 | 91.882  | 88.347  | 87.893  | 85.090  | 83.354  |         |
| 1954    | 1962    | 1968    | 1975    | 1982    | 1990    | 1999    | 2010    |
| 84.335  | 91.843  | 104.813 | 112.178 | 119.068 | 130.883 | 139.615 | 160.149 |

Nota a la tabla:
- En 1811 el cantón de Barcillonnette se separó de Bajos Alpes y se unió a Altos Alpes.

Las mayores ciudades del departamento son (datos del censo de 2010):
- Manosque: 22.105 habitantes, 25.938 en la aglomeración.
- Digne-les-Bains: 16.922 habitantes, 17.400 en la aglomeración.

Otras ciudades:
- Forcalquier
- Sisteron
- Barcelonette